# Nandan

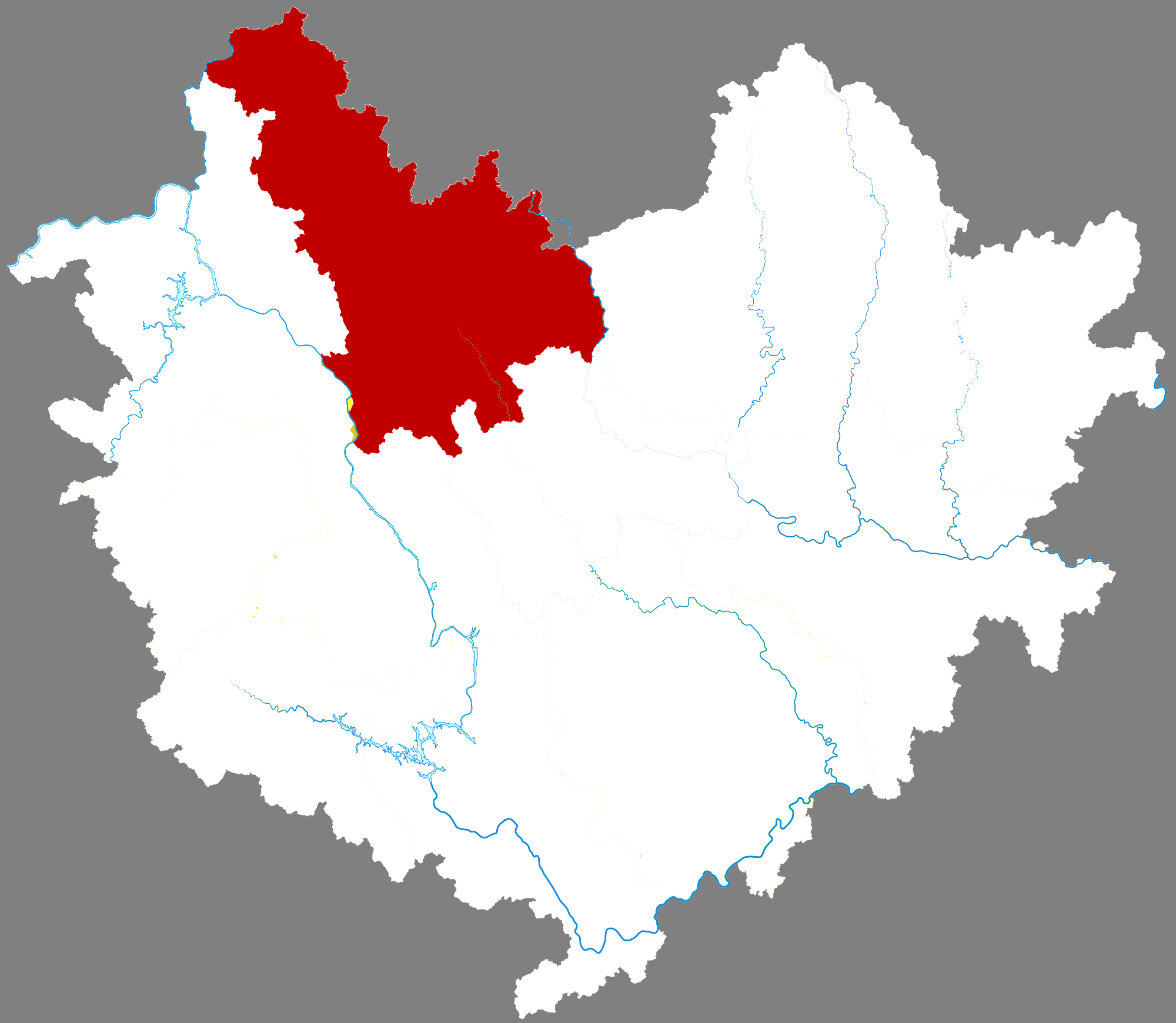
Condado de Nandan en el mapa.

 Nandan  (chino simplificado: 南丹; pinyin: Nándān; zhuang: Namzdan) es un condado bajo la administración  de la ciudad-prefectura de Hechi, en la región autónoma Zhuang de Guangxi, República Popular China. 
Su área es de 3,916 km². Se encuentra a una altitud de 800m sobre el nivel del mar. 

## Demografía
Según estimación 2000 contaba con 291421   habitantes. 33% pertenece al grupo étnico de los Zhuang.